# Mississauga—Streetsville
Pour la circonscription provinciale, voir Mississauga—Streetsville (circonscription provinciale).
Circonscription électorale fédérale du Canada
Mississauga—Streetsville est une circonscription électorale fédérale canadienne située en Ontario.

## Géographie
La circonscription est située dans le sud de l'Ontario et représente une portion de la ville de Mississauga dans la région de Toronto.
Les circonscriptions limitrophes sont Wellington—Halton Hills, Brampton-Ouest Mississauga—Malton, Mississauga—Erin Mills, Mississauga-Centre et Milton.        

## Historique
La circonscription de Mississauga–Streetsville a été créée en 2003 à partir des circonscriptions de Brampton-Ouest—Mississauga et de Mississauga-Ouest.

## Députés
| Législature                                                                       | Années        | Député         | Parti | Parti        |
| --------------------------------------------------------------------------------- | ------------- | -------------- | ----- | ------------ |
| Mississauga—Streetsville issue de Brampton-Ouest—Mississauga et Mississauga-Ouest |               |                |       |              |
| 38e                                                                               | 2004–2006     | Wajid Khan     |       | Libéral      |
| 39e                                                                               | 2006–2007     | Wajid Khan     |       | Libéral      |
| 39e                                                                               | 2007-2007     | Wajid Khan     |       | Conservateur |
| 39e                                                                               | 2007-2008     | Wajid Khan     |       | Indépendant  |
| 39e                                                                               | 2008-2008     | Wajid Khan     |       | Conservateur |
| 40e                                                                               | 2008–2011     | Bonnie Crombie |       | Libéral      |
| 41e                                                                               | 2011–2015     | Brad Butt      |       | Conservateur |
| 42e                                                                               | 2015–2019     | Gagan Sikand   |       | Libéral      |
| 43e                                                                               | 2019–2021     | Gagan Sikand   |       | Libéral      |
| 44e                                                                               | 2021–2025     | Rechie Valdez  |       | Libéral      |
| 45e                                                                               | 2025–en cours | Rechie Valdez  |       | Libéral      |

### Résultats électoraux
|       | Candidat         | Parti             | # de voix | % des voix |
|       | (X) Brad Butt    | Conservateur      | +22 621,  | 40,4 %     |
|       | Gagan Sikand     | Libéral           | +26 792,  | 47,84 %    |
|       | Fayaz Karim      | NPD               | +05 040,  | 9 %        |
|       | Chris Hill       | Vert              | +01 293,  | 2,31 %     |
|       | Yegor Tarazevich | Héritage chrétien | +00253,   | 0,45 %     |
| Total | Total            | Total             | 55 999    | 100 %      |

|       | Candidat           | Parti        | # de voix | % des voix |
|       | Brad Butt          | Conservateur | +22 104,  | 43,86 %    |
|       | (x) Bonnie Crombie | Libéral      | +18 651,  | 37,01 %    |
|       | Aijaz Naqvi        | NPD          | +07 834,  | 15,55 %    |
|       | Chris Hill         | Vert         | +01 802,  | 3,58 %     |
| Total | Total              | Total        | 50 391    | 100 %      |

|       | Candidat       | Parti        | # de voix | % des voix |
|       | (x) Wajid Khan | Conservateur | +16 985,  | 36,13 %    |
|       | Bonnie Crombie | Libéral      | +21 710,  | 46,18 %    |
|       | Keith Pinto    | NPD          | +04 710,  | 10,02 %    |
|       | Otto Casanova  | Vert         | +03 179,  | 6,76 %     |
|       | Ralph Bunag    | Indépendant  | +00426,   | 0,91 %     |
| Total | Total          | Total        | 47 010    | 100 %      |